# Kineta

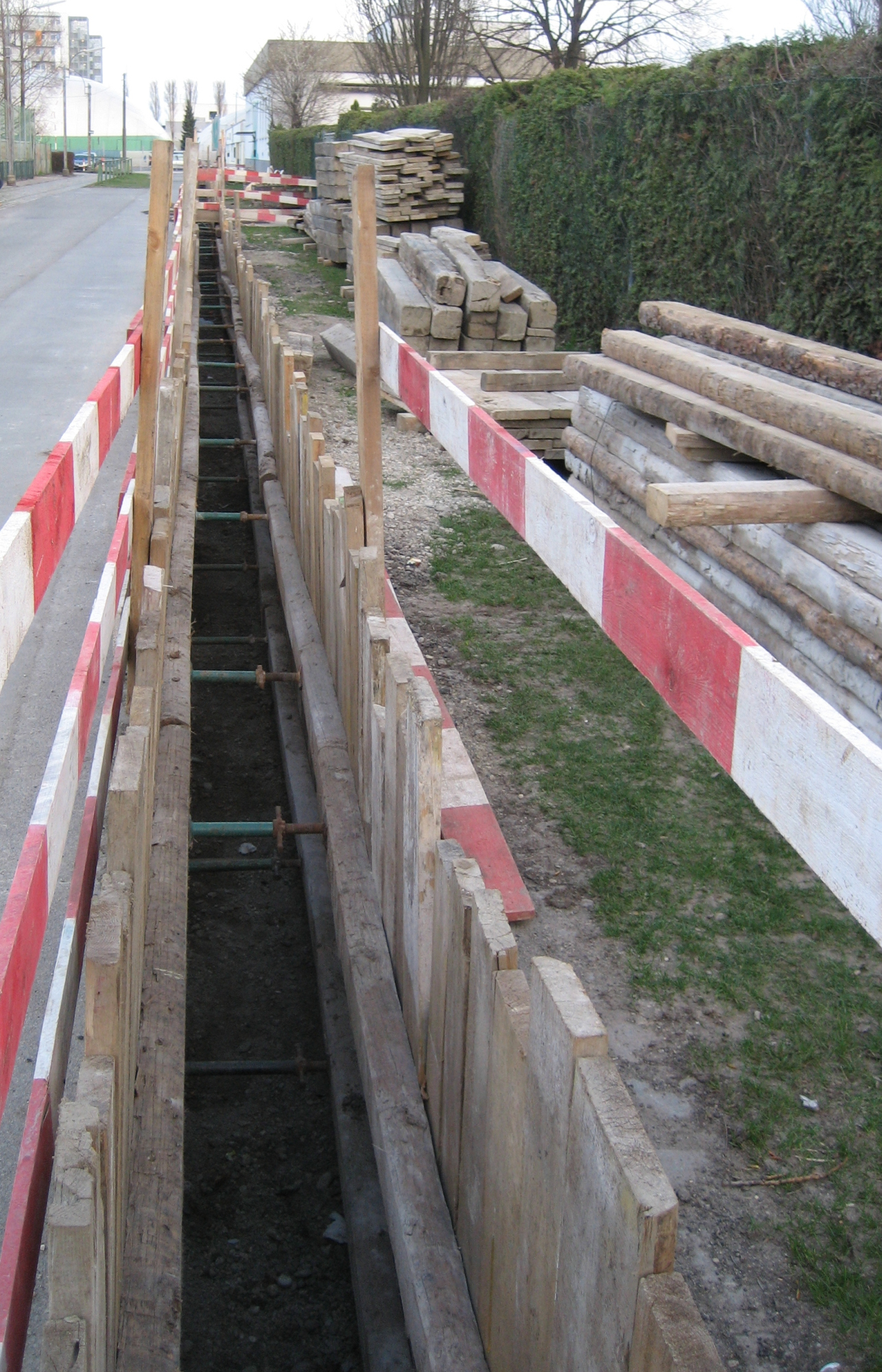
Budowa przekopu kinety.

Przekrój poprzeczny typowej kinety fosy stosowanej we wczesnym okresie nowożytnym w fortyfikacjach murów miejskich; oznaczenia na rysunku: A - pochyłość terenu, B - kineta, C - faussebraye (mur obronny).

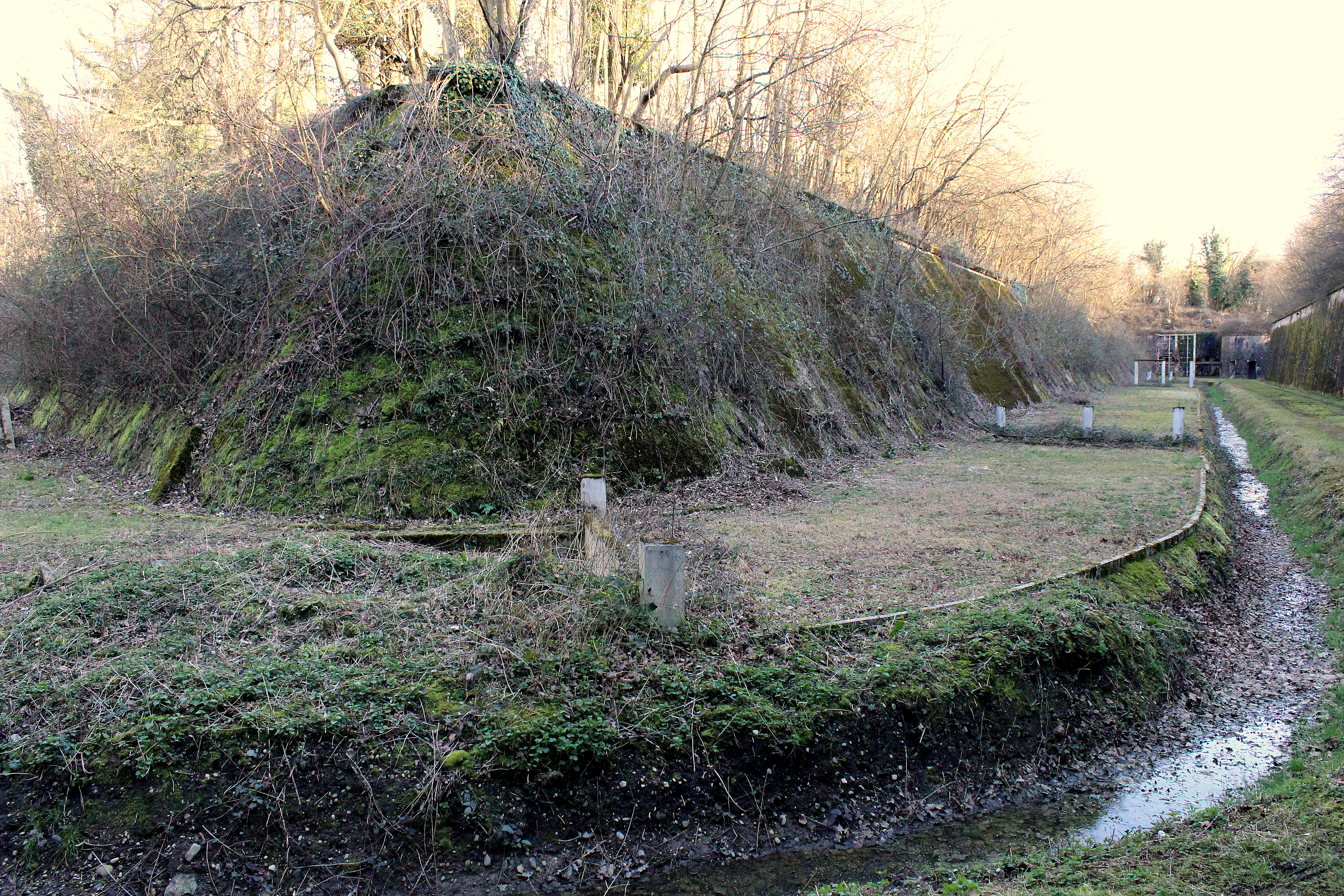
Zakręt na kinecie fosy Fortu de Feyzin, Francja.

Kineta – przekop w dnie akwenu wykonany w celu pogłębienia toru wodnego lub posadowienia budowli wodnej. Zwykle wykonywany pogłębiarką.

## Kineta w kanalizacji[1][2]
W budownictwie i kanalizacji, przez analogię, kinetą jest nazywane podłużne korytko przykryte kratką ściekową służące do odwodnienia wybetonowanego placu, parkingu, itp. jak też wyprofilowane korytko na dnie studzienki kanalizacyjnej. Korytko ma wysokość połowy średnicy kanału, który przebiega przez dno studzienki, a jego profil usprawnia przepływ cieczy przez studzienkę. Wylot kinety jest położony poniżej jej wlotu (wlotów). Spadek ten powinien wynosić 5% (1:20).
W tym drugim znaczeniu można wyróżnić kinety:
- przepływowe 0°, które posiadają jeden wlot i jeden wylot
- zbiorcze, które posiadają zwykle 3 wloty i jeden wylot; przy czym wyróżnia się tutaj kinetę zbiorczą 45° (a także 90°), która ma 1 wlot prosty (podobnie jak w kinecie przelotowej) i 2 wloty boczne rozłożone po obu jego bokach pod tymi właśnie kątami (w stosunku do wlotu prostego) i jeden wylot (jak w kinecie przelotowej)

Typowe plastikowe kinety studzienek kanalizacyjnych produkuje się zwykle z króćcami pasującymi do typowych plastikowych rur kanalizacyjnych o średnicy Φ=110, 160 i 200 mm, w rozmiarach pasujących do studzienek Φ=315 i 400 mm. 
Kinety o większej średnicy wykonuje się zwykle w formie prefabrykowanych odlewów betonowych.